# Kameliadamen
För andra betydelser, se Kameliadamen (olika betydelser).
Kameliadamen (franska: La Dame aux camélias) är en roman från 1848, och ett skådespel från 1852 av Alexandre Dumas den yngre. Romanen var inspirerad av Marie Duplessis, en kurtisan som varit hans egen älskarinna och som dog i tuberkulos 1847, 23 år gammal. Kameliadamen har filmatiserats flera gånger, med bland andra Alla Nazimova och Greta Garbo i huvudrollen. Den har också blivit en balett och en mycket rosad opera (La Traviata, av Verdi). Historien har också inspirerat till filmen Moulin Rouge!.

## Handling
Kameliadamen är en kärlekshistoria om en kvinna vid namn Marguerite som var kurtisan till flera rika män i den franska övre samhällsklassen samt till den unge provinsielle Armand Duval. Kärlekshistorien är beskriven av Duval själv i boken. En kurtisan var ett slags blandning mellan prostituerad och sällskapsdam, vilket var vanligt i rika kretsar under 1800-talet.
Armand blir förälskad i lungsjuka Marguerite, blir hennes älskare och övertygar henne om att lämna sitt liv som kurtisan. De väljer att lämna sitt liv i Paris för att leva på landet. Deras idylliska liv förändras av Armands far. Han är övertygad om att sonens liv tillsammans med Marguerite ses som skandalöst vilket leder till problem för Armands syster och hennes chanser att gifta sig. Armands far övertygar Marguerite att bevisa sin kärlek till Armand genom att lämna honom vilket får Armand att fram till Marguerites död tro att han är lämnad för en annan man. Armand älskar Marguerite, men för att hämnas på henne återvänder också han till Paris och skaffar sig en ny älskarinna, och väljer dessutom hennes väninna, Olympe. Marguerites död i lungsjukdom beskrivs som en oupphörlig vånda, under vilken hon, lämnad av alla, beskrivs ångra det som kunde ha blivit.
Till skillnad från kärleken mellan Chevalier Des Grieux och Manon Lescaut är Armands kärlek till en kvinna som är beredd att ge upp sin rikedom och sin livsstil för honom, vilken omintetgörs av Armands far. 
Dumas är noggrann med att måla ett fördelaktigt porträtt av Marguerite, som trots sin bakgrund blir dygderik av sin kärlek till Armand, och smärtan hos de älskande, vars kärlek är krossad av det nödvändiga i att foga sig efter dåtidens moral. Boken är även en beskrivning av det parisiska livet under 1800-talet samt kurtisanernas osäkra tillvaro.

## Scenframträdanden
Sedan debuten som pjäs har många uppsättningar givits på teatrar runt om på jorden. Den tragiska rollen Marguerite Gautier blev en av de mest eftertraktade bland skådespelerskor och har bland annat spelats av Lillian Gish, Eleonora Duse, Margaret Anglin, Gabrielle Réjane, Tallulah Bankhead, Eva Le Gallienne, Isabelle Adjani, Cacilda Becker, och framförallt Sarah Bernhardt, som spelade rollen i Paris, London, och ett flertal Broadway-uppsättningar samt en film 1911. Dansaren Ida Rubinstein återskapade Bernhardts tolkning av rollen på scen i mitten av 1920-talet, coachad av skådespelerskan själv, innan hon dog.